# Bahnstrecke Örebro–Norrköping
| Örebro Södra (1897) |                             |                                                   |                                                   |
| Streckenlänge: | 130 km                      |                                                   |                                                   |
| Spurweite: | 891 mm (schwed. 3-Fuß-Spur) |                                                   |                                                   |
| Maximale Neigung: | 16,67 ‰                     |                                                   |                                                   |
| Minimaler Radius: | 270 m                       |                                                   |                                                   |
| Streckengeschwindigkeit: | 50 km/h                     |                                                   |                                                   |
| |                             |                                                   |                                                   |
| \| \| \| von Örebro C \| \| \| \| 0,0 \| Örebro Södra \| Örebro Södra \| \| \| \| Bahnstrecke Örebro C–Svartå nach Svartå \| \| \| \| \| Bahnstrecke Örebro–Skebäck nach Skebäck/Hjälmaren \| \| \| \| \| Bahnstrecke Mjölby–Storvik nach Hallsberg \| \| \| \| 6,2 \| Mark \| Mark \| \| \| 8,9 \| Stortorp \| Stortorp \| \| \| 12,6 \| Hidingsta \| Hidingsta \| \| \| \| Kvismarekanal \| \| \| \| 16,7 \| Kvismaren \| Kvismaren \| \| \| 20,6 \| Sköllersta \| Sköllersta \| \| \| 24,0 \| Tarsta \| Tarsta \| \| \| \| Västra stambanan von Hallsberg \| \| \| \| \| \| \| \| \| 30,4 \| Pålsboda \| Pålsboda \| \| \| \| Västra stambanan nach Katrineholm \| \| \| \| \| \| \| \| \| 36,5 \| Svennevad \| Svennevad \| \| \| 42,5 \| Glottra \| Glottra \| \| \| \| Anschlussstelle Glottrasjön \| \| \| \| 50,6 \| Hjortkvarn \| Hjortkvarn \| \| \| 55,0 0,0 \| Tornfors \| Tornfors \| \| \| \| \| \| \| \| 2,0 \| Björnhammar \| Björnhammar \| \| \| 57,4 \| Trolleflod \| Trolleflod \| \| \| 60,5 \| Örmon \| Örmon \| \| \| 63,8 \| Skönnarbo \| Skönnarbo \| \| \| 66,4 0,0 \| Ljusfallshammar \| Ljusfallshammar \| \| \| \| \| \| \| \| 4,0 \| Grytgöls Bruk (Spurweite 600 mm)[1] \| Grytgöls Bruk (Spurweite 600 mm)[1] \| \| \| 70,1 \| Prästköp \| Prästköp \| \| \| 73,4 \| Borggård \| Borggård \| \| \| \| Anschlussstelle Stora Tron \| \| \| \| 74,9 \| Hällestad \| Hällestad \| \| \| 78,3 \| Sonstorp \| Sonstorp \| \| \| \| \| \| \| \| 87,9 \| Finspång (früher Pers.-Halt) \| Finspång (früher Pers.-Halt) \| \| \| \| Bahnstrecke Finspång–Lotorp nach Yxviken \| \| \| \| \| Neubaustrecke Kimstad–Finspång \| \| \| \| 94,9 \| Doverstorp \| Doverstorp \| \| \| 102,6 \| Ljusfors \| Ljusfors \| \| \| \| Motala ström \| (50 m) \| \| \| 105,3 \| Skärblacka (früher Bhf.) \| Skärblacka (früher Bhf.) \| \| \| \| Krokhagen \| \| \| \| \| Neubaustrecke von Finspång \| \| \| \| \| Södra stambanan von Norrköping C \| \| \| \| 110,8 \| Kimstad[2] \| Kimstad[2] \| \| \| \| \| \| \| \| 114,8 \| Norsholm (früher Bhf.)[3] \| Norsholm (früher Bhf.)[3] \| \| \| \| Götakanal \| \| \| \| \| Östra stambanan nach Linköping C \| \| \| \| \| NVHJ nach Hultsfred \| \| \| \| 116,3 \| Lillie \| Lillie \| \| \| 119,3 \| Klinga \| Klinga \| \| \| 124,5 \| Kneippbaden (später Norrköping Västra) \| Kneippbaden (später Norrköping Västra) \| \| \| \| NSVJ von Valdemarsvik \| \| \| \| \| von Norrköping C \| \| \| \| 129,2 \| Norrköping Östra[4] \| Norrköping Östra[4] \| \| \| \| \| \| \| Quellen: [5] \| \| \| \| |                             |                                                   |                                                   |
| Strecke |                             | von Örebro C                                      | von Örebro C                                      |
| Bahnhof | 0,0                         | Örebro Södra                                      | Örebro Södra                                      |
| Abzweig geradeaus und nach rechts |                             | Bahnstrecke Örebro C–Svartå nach Svartå           | Bahnstrecke Örebro C–Svartå nach Svartå           |
| Abzweig geradeaus und nach links |                             | Bahnstrecke Örebro–Skebäck nach Skebäck/Hjälmaren | Bahnstrecke Örebro–Skebäck nach Skebäck/Hjälmaren |
| Abzweig ehemals geradeaus und nach rechts |                             | Bahnstrecke Mjölby–Storvik nach Hallsberg         | Bahnstrecke Mjölby–Storvik nach Hallsberg         |
| Haltepunkt / Haltestelle (Strecke außer Betrieb) | 6,2                         | Mark                                              | Mark                                              |
| Haltepunkt / Haltestelle (Strecke außer Betrieb) | 8,9                         | Stortorp                                          | Stortorp                                          |
| Bahnhof (Strecke außer Betrieb) | 12,6                        | Hidingsta                                         | Hidingsta                                         |
| Brücke über Wasserlauf (Strecke außer Betrieb) |                             | Kvismarekanal                                     | Kvismarekanal                                     |
| Bahnhof (Strecke außer Betrieb) | 16,7                        | Kvismaren                                         | Kvismaren                                         |
| Bahnhof (Strecke außer Betrieb) | 20,6                        | Sköllersta                                        | Sköllersta                                        |
| Bahnhof (Strecke außer Betrieb) | 24,0                        | Tarsta                                            | Tarsta                                            |
| Abzweig ehemals geradeaus und von rechts |                             | Västra stambanan von Hallsberg                    | Västra stambanan von Hallsberg                    |
| Strecke von links (außer Betrieb) · Abzweig geradeaus und ehemals von rechts |                             |                                                   |                                                   |
| Strecke (außer Betrieb) · Bahnhof | 30,4                        | Pålsboda                                          | Pålsboda                                          |
| Strecke (außer Betrieb) · Strecke nach links |                             | Västra stambanan nach Katrineholm                 | Västra stambanan nach Katrineholm                 |
| Strecke nach links (außer Betrieb) · Strecke von rechts (außer Betrieb) |                             |                                                   |                                                   |
| Bahnhof (Strecke außer Betrieb) | 36,5                        | Svennevad                                         | Svennevad                                         |
| Haltepunkt / Haltestelle (Strecke außer Betrieb) | 42,5                        | Glottra                                           | Glottra                                           |
| Abzweig geradeaus und nach rechts (Strecke außer Betrieb) |                             | Anschlussstelle Glottrasjön                       | Anschlussstelle Glottrasjön                       |
| Bahnhof (Strecke außer Betrieb) | 50,6                        | Hjortkvarn                                        | Hjortkvarn                                        |
| Bahnhof (Strecke außer Betrieb) | 55,0 0,0                    | Tornfors                                          | Tornfors                                          |
| Strecke von links (außer Betrieb) · Abzweig geradeaus und nach rechts (Strecke außer Betrieb) |                             |                                                   |                                                   |
| Betriebs-/Güterbahnhof Streckenende (Strecke außer Betrieb) · Strecke (außer Betrieb) | 2,0                         | Björnhammar                                       | Björnhammar                                       |
| Haltepunkt / Haltestelle (Strecke außer Betrieb) | 57,4                        | Trolleflod                                        | Trolleflod                                        |
| Bahnhof (Strecke außer Betrieb) | 60,5                        | Örmon                                             | Örmon                                             |
| Bahnhof (Strecke außer Betrieb) | 63,8                        | Skönnarbo                                         | Skönnarbo                                         |
| Bahnhof (Strecke außer Betrieb) | 66,4 0,0                    | Ljusfallshammar                                   | Ljusfallshammar                                   |
| Abzweig geradeaus und nach links (Strecke außer Betrieb) · Strecke von rechts (außer Betrieb) |                             |                                                   |                                                   |
| Strecke (außer Betrieb) · Betriebs-/Güterbahnhof Streckenende (Strecke außer Betrieb) | 4,0                         | Grytgöls Bruk (Spurweite 600 mm)                  | Grytgöls Bruk (Spurweite 600 mm)                  |
| Bahnhof (Strecke außer Betrieb) | 70,1                        | Prästköp                                          | Prästköp                                          |
| Haltepunkt / Haltestelle (Strecke außer Betrieb) | 73,4                        | Borggård                                          | Borggård                                          |
| Abzweig geradeaus und nach rechts (Strecke außer Betrieb) |                             | Anschlussstelle Stora Tron                        | Anschlussstelle Stora Tron                        |
| Bahnhof (Strecke außer Betrieb) | 74,9                        | Hällestad                                         | Hällestad                                         |
| Bahnhof (Strecke außer Betrieb) | 78,3                        | Sonstorp                                          | Sonstorp                                          |
| Strecke von links · Abzweig ehemals geradeaus, ehemals nach rechts und von rechts |                             |                                                   |                                                   |
| Strecke · Betriebs-/Güterbahnhof Strecke ab hier außer Betrieb | 87,9                        | Finspång (früher Pers.-Halt)                      | Finspång (früher Pers.-Halt)                      |
| Strecke · Strecke nach links (außer Betrieb) |                             | Bahnstrecke Finspång–Lotorp nach Yxviken          | Bahnstrecke Finspång–Lotorp nach Yxviken          |
| Abzweig geradeaus und ehemals nach links · Strecke von rechts (außer Betrieb) |                             | Neubaustrecke Kimstad–Finspång                    | Neubaustrecke Kimstad–Finspång                    |
| Bahnhof (Strecke außer Betrieb) | 94,9                        | Doverstorp                                        | Doverstorp                                        |
| Bahnhof (Strecke außer Betrieb) | 102,6                       | Ljusfors                                          | Ljusfors                                          |
| Brücke über Wasserlauf (Strecke außer Betrieb) |                             | Motala ström                                      | (50 m)                                            |
| Blockstelle (Strecke außer Betrieb) | 105,3                       | Skärblacka (früher Bhf.)                          | Skärblacka (früher Bhf.)                          |
| Haltepunkt / Haltestelle (Strecke außer Betrieb) |                             | Krokhagen                                         | Krokhagen                                         |
| Abzweig ehemals geradeaus und von rechts |                             | Neubaustrecke von Finspång                        | Neubaustrecke von Finspång                        |
| Abzweig geradeaus und von links |                             | Södra stambanan von Norrköping C                  | Södra stambanan von Norrköping C                  |
| Bahnhof | 110,8                       | Kimstad                                           | Kimstad                                           |
| Strecke von links · Abzweig ehemals geradeaus und nach rechts |                             |                                                   |                                                   |
| Blockstelle · Bahnhof (Strecke außer Betrieb) | 114,8                       | Norsholm (früher Bhf.)                            | Norsholm (früher Bhf.)                            |
| Brücke über Wasserlauf · Strecke (außer Betrieb) |                             | Götakanal                                         | Götakanal                                         |
| Strecke nach rechts · Strecke (außer Betrieb) |                             | Östra stambanan nach Linköping C                  | Östra stambanan nach Linköping C                  |
| Abzweig geradeaus und nach links (Strecke außer Betrieb) |                             | NVHJ nach Hultsfred                               | NVHJ nach Hultsfred                               |
| Bahnhof (Strecke außer Betrieb) | 116,3                       | Lillie                                            | Lillie                                            |
| Bahnhof (Strecke außer Betrieb) | 119,3                       | Klinga                                            | Klinga                                            |
| Bahnhof (Strecke außer Betrieb) | 124,5                       | Kneippbaden (später Norrköping Västra)            | Kneippbaden (später Norrköping Västra)            |
| Abzweig geradeaus und von rechts (Strecke außer Betrieb) |                             | NSVJ von Valdemarsvik                             | NSVJ von Valdemarsvik                             |
| Abzweig geradeaus und von rechts (Strecke außer Betrieb) |                             | von Norrköping C                                  | von Norrköping C                                  |
| Kopfbahnhof Streckenende (Strecke außer Betrieb) | 129,2                       | Norrköping Östra                                  | Norrköping Östra                                  |
| |                             |                                                   |                                                   |
| Quellen: |                             |                                                   |                                                   |

Die Bahnstrecke Örebro–Norrköping war eine ursprünglich schmalspurige Eisenbahnstrecke in Schweden. Sie entstand im Laufe der Jahre aus mehreren eigenständigen Eisenbahngesellschaften, die sich zur Verbesserung des Bahnbetriebes zusammenschlossen.  Von der rund 130 Kilometer langen Strecke existiert nur noch ein 23 Kilometer langes, auf Normalspur umgespurtes Reststück.

## Geschichte
Zu Beginn des Jahres 1895 gab es Überlegungen zur Zusammenführung der Schmalspurbahnen in der Provinz Östergötland. Nach der Inbetriebnahme der Pålsboda–Finspångs Järnväg (PFJ) bildeten sich vier neue Eisenbahngesellschaft in der Region um Pålsboda und Hultsfred. Dies waren die Finspång–Norsholms Järnväg (FNJ), die Norsholm–Ristens Kommunikationsaktiebolag (einschließlich der Strecke Norsholm–Bersbo) (NBJ), die Västervik–Åtvidaberg–Bersbo Järnväg (VÅBJ) und die Västervik–Hultsfreds Järnvägsaktiebolag (HWJ). PFJ und PNJ hatten eine gemeinsame Verwaltung ebenso wie die Unternehmen NBJ, VÅBJ und HWJ. Der Vorschlag war, zu untersuchen, ob es möglich war, die fünf separaten Eisenbahnen in einen gemeinsamen Verwaltung zusammenzuführen. Es stellte sich heraus, dass die Unternehmen zu unterschiedliche Auffassungen hatten, so dass der Vorschlag nicht verwirklicht wurde.
Unabhängig davon gab es im gleichen Jahr eine außerordentliche Hauptversammlung der FNJ, bei der Carl Edvard Ekman vorschlug, die Bahn an ein Konsortium zu verkaufen, welches die FNJ und die PFJ als gemeinsames Unternehmen betreiben solle. Die Versammlung stimmte diesem Vorschlag unter den Bedingungen zu, dass die neue Gesellschaft die Verbindlichkeiten und die Zusagen aus dem Pensionsfonds übernehmen müsse. Den gleichen Vorschlag unterbreitete Ekman auch der Hauptversammlung der PFJ, wobei er durch Ax. Ekman von der Finspångs Styckebruk Unterstützung bekam. Begründet wurde dieser Vorschlag hier mit der schwachen Stellung der Aktiengesellschaft und den schlechten Zukunftsaussichten. Nach dem Beschluss der Versammlung würde einem Verkauf zugestimmt, wenn das neue Konsortium größere Zukunftssicherheit garantiert.
Die Aktionäre der beiden Gesellschaften stimmten dann in außerordentlichen Hauptversammlungen in 1895 zu, diese an das Konsortium zu verkaufen. Dies hatte die Gründung der Norra Östergötlands Järnvägar (NÖJ) zur Folge.

## Norra Östergötlands Järnvägsaktiebolag
Die Norra Östergötlands Järnvägsaktiebolag wurde am 30. November 1895 gegründet. Zweck der Gesellschaft war der Erwerb der Pålsboda–Finspång Jernvägsaktiebolag und der Finspång–Norsholms Järnvägsaktiebolag, um deren Strecken zwischen Pålsboda und Finspång sowie Finspång und Norsholm gemeinsam zu betreiben. Der erste Vorstand bestand aus Oberstleutnant G. K. Falkengren, Bankdirektor B. Söderbaum und Hüttenbesitzer O. Lundqvist. Als Vorstandsvorsitzender wurde Falkengren gewählt. Die Satzung der Aktiengesellschaft wurde am 6. Dezember 1895 genehmigt. Sitz der Gesellschaft wurde Norrköping. Man konnte das Staatsdarlehen der FNJ ebenso wie Konzessionen der beiden Bahngesellschaften für ihre Strecken übernehmen.
Hinter dieser gesamten Entwicklung stand der Patron Carl Edvard Ekman. Er war derjenige, der mit starker Unterstützung von Kommunen und Privatpersonen die Pålsboda–Finspångs Järnväg erbaut hatte. Ebenso hat er hauptsächlich mit eigenen Mitteln die Finspång–Norsholms Järnväg errichtet. Es war sein Vorschlag, die beiden Bahnen im Norden zur Norra Östergötlands järnvägsaktiebolag (NÖJ) zu verschmelzen.
Während man zuvor das Eigentum der beiden Gesellschaften strikt auseinandergehalten hatte und sogar die Reisenden in Finspång in die Züge der anderen Gesellschaft umsteigen mussten, fuhren ab der Gründung der neuen Gesellschaft durchgehende Züge zwischen Pålsboda und Norsholm. Formell übernahm die NÖJ den Betrieb der PFJ und FNJ am 1. Januar 1896.

## Bahnstrecke Örebro–Pålsboda
Nach der Zusammenführung der beiden Strecken begann die Planung für eine Erweiterung. Örebro war in unmittelbarer Nähe, deshalb wurde ein großes Frachtaufkommen erwartet. Nach verschiedenen Untersuchung entschied die Gesellschaft, die Strecke zwischen Örebro und Pålsboda zu errichten. Die Eisenbahn wurde am 5. Januar 1901 für die öffentliche Nutzung freigegeben.

## Bahnstrecke Kimstad–Norrköping

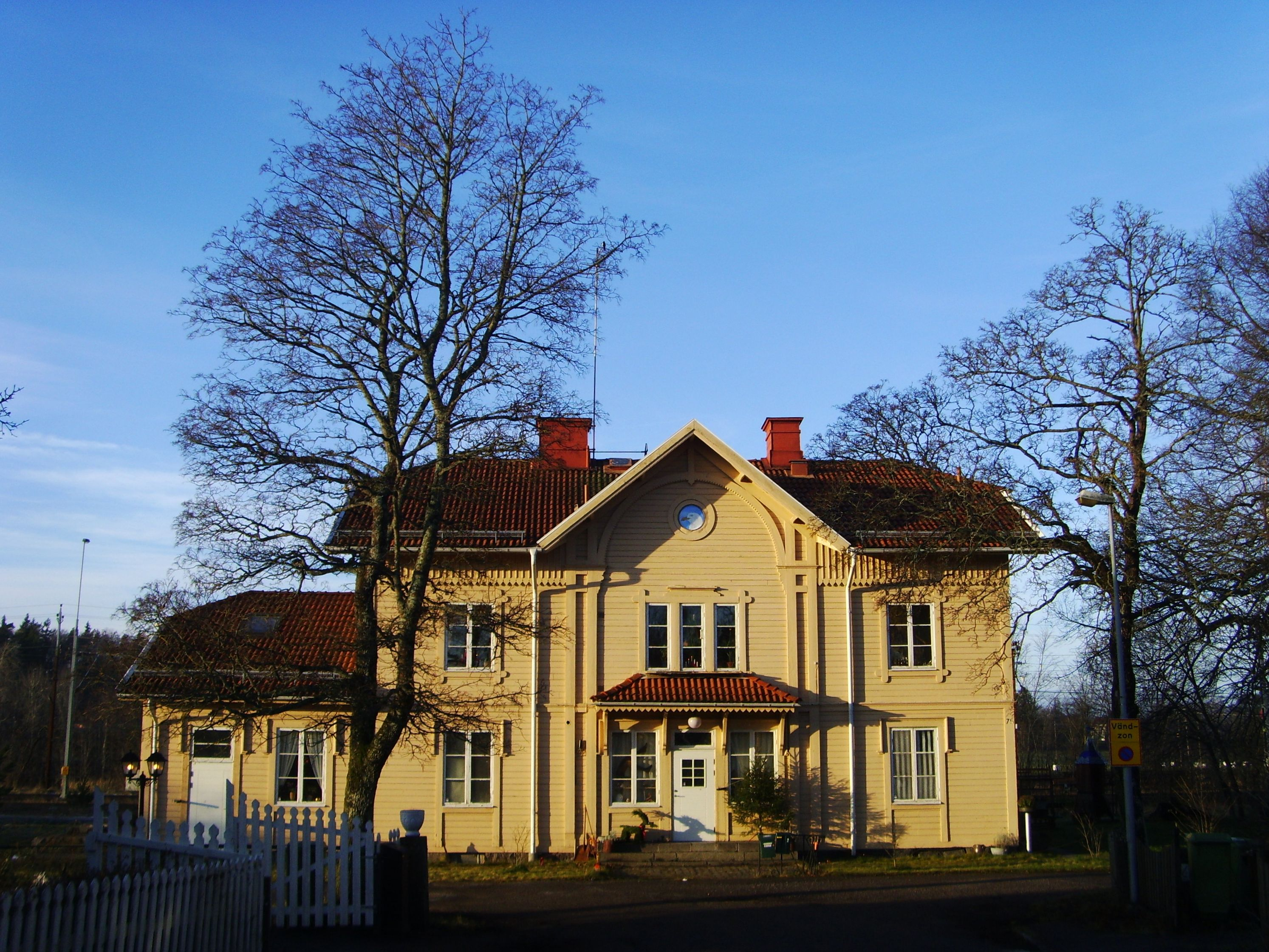
Bahnhof Kimstad (2008)

Bereits 1899 wurde mit Kimstad als Ausgangspunkt eine Verlängerung der Strecke nach Norrköping geplant.
Letztendlich gab es gleichzeitig drei Anträge auf Errichtung von Schmalspurbahnen, alle mit dem Endpunkt in Norrköping:
- Finspång–Butbro–Norrköping,
- Maspelösa–Ljusfors–Norrköping,
- Kimstad–Norrköping.

Das Königliche Baubüro entschied sich am 3. Juli 1903 für den Vorschlag Kimstad–Norrköping. Die Strecke wurde in Etappen am 6. Juni 1906 bzw. am 2. August 1910 eröffnet.

## Gesamtstrecke Örebro–Norrköping

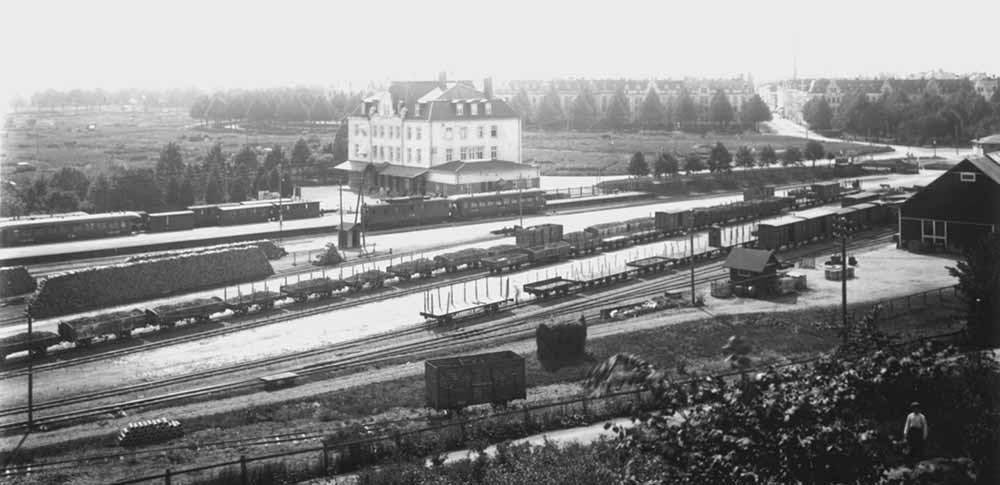
Bahnhof Norrköping östra

Mit der Inbetriebnahme von Norrköping Östra im August 1910 war die Gesamtstrecke zwischen Örebro und Norrköping fertiggestellt. Die Schmalspurbahnen in Östergötland bildeten eine 132,3 km lange Bahnstrecke. Der Hafen von Norrköping konnte nun mit dem Güterzug erreicht werden. Abgesehen von großen Ausgaben für Norrköpings Östra konnten die Kostenvoranschläge weitgehend eingehalten werden. Mit der Kimstadsbana wurde die Schmalspurbahn aufgewertet und eine wichtige Verbindung zwischen zwei Großstädten.
Die Länge der Nebengleise betrug 25,518 km. Im Hauptgleis waren die maximale Steigung 16,67 ‰ und der minimale Kurvenradius 200 Meter. Die Schienen des Hauptgleises bestanden aus Stahl mit einem Metergewicht von 17,2 bis 24,8 Kilogramm pro Meter. Die Höchstgeschwindigkeit betrug 50 km/h.
Der Fahrzeugpark bestand aus 14 Dampflokomotiven (Tenderloks), zwei Dieseltriebzügen, 19 zweiachsige Personenwagen, mehrere Drehgestellpersonenwagen, 472 Gepäck- und Güterwagen, drei kombinierten zweiachsigen Postwagen, zehn Überführungswagen und einem Krankenwagen. Die Mitarbeiterzahl betrug 151 feste Mitarbeiter, 41 weitere Mitarbeiter, 28 Werkstättenarbeiter und 16 Gleisarbeiter.

## Technische Verbesserungen zwischen 1924 und 1932
Anfang der 1920er Jahre fanden nur kleine Bauarbeiten statt. Bei notwendigen Schienenwechseln wurde der Schwellenabstand von 760 auf 640 mm verringert. Die Brücke über den Motala ström bei Skärblacka wurde verstärkt, die Brücke bei Borggård umgebaut und die Brücke über den Svennevadsån erhielt einen neuen Aufbau. Durch Verstärkung des Oberbaus konnte 1928 die Höchstgeschwindigkeit von 50 km/h auf 60 km/h heraufgesetzt werden. Verschiedene Bahnübergänge erhielten bereits zu dieser Zeit Anlagen automatische Licht- und Schallzeichengeber.
An der Strecke zwischen Kimstad und Norsholm führten die SJ größere Bauarbeiten durch. Das Königliche Baubüro war der Meinung, dass sich die NÖJ gemäß der Vereinbarung über die gemeinsame Nutzung dieser Bahnhöfe an den Kosten mit einem geschätzten Betrag von 115.139 Kronen beteiligen sollte. Die NÖJ bestritt dies mit der Begründung, dass die Arbeiten eine Folge des zweigleisigen Ausbaus der Bahnstrecke Norrköping–Linköping war, die nicht diese Vereinbarung beträfe. Da keine Einigung erzielt werden konnte, wurde vom Baubüro ein Schiedsgericht angerufen. Dies entschied am 16. Mai 1925, dass die NÖJ 20.000 Kronen an die SJ bezahlen müsse.
Bei Lenbergsvik wurde 1927 ein Lastplads (Ladestelle) für den Glans Kalkbruk und in Trolleflod eine Ladestelle für das Domänverket angelegt. 1930 wurde die Werkstatt in Finspång für etwa 40.000 Kronen erweitert und im gleichen Jahr eine Kiesgrube bei Sonstorp für 6.000 Kronen erworben.

## Vorgeschlagene Erweiterungen der NÖJ
Bereits 1906 wurde für eine Erweiterung der NÖJ von Borggård über Tjällmo nach Godegård an der Staatsbahnstrecke Mjölby–Hallsberg und weiter über Zinkgruvan und Åmmeberg nach Askersund und letztendlich nach Laxå an der Västra stambanan eine Konzession beantragt. Diese Strecke hätte die eine Möglichkeit geboten, die belgische Firma Vieille Montagne in Åmmeberg an das Schienennetz anzuschließen, um dann Zinkerz aus der Åmmeberger Grube zum Hafen in Norrköping zu bringen. Dort sollte es mit Lastkähnen über den Vättern und später per Bahn nach Göteborg gebracht werden, um dort in das Ausland verschifft zu werden. Damit hätte man Frachtkosten sparen können.
Norrköping hatte großes Interesse an den Transporten über den dortigen Hafen, schlug aber dafür eine normalspurige Strecke von Norrköping nördlich des Sees nach Finspång vor, mit der auch die Zinkgrube von Åmmeberg nach Laxå erschlossen hätte werden können.
Beide Vorschläge trafen im Königlichen Baubüro auf Ablehnung, jedoch erteilte es am 15. April 1911 eine Konzession für eine schmalspurige Strecke nach Askersund. Da es Schwierigkeiten bei der Mittelbeschaffung gab, wurde die Konzession 1918 auf zwei Streckenabschnitte, Borggård–Godegård und Godegård–Askersund aufgeteilt.
Die Konzession wurde bis in die 1920er Jahre gehalten und verlängert. Da es nicht gelang, ausreichendes wirtschaftliches Interesse für den kürzeren Abschnitt Borggård–Godegård zu wecken, verfiel die Konzession.
1925 wurde eine Neuplanung des Bahnhofes in Pålsboda angedacht. Als die Strecke zwischen Pålsboda und Finspong gebaut wurde, wurde diese von Westen her in den Bahnhof eingeführt. Gleiches geschah mit der aus Örebro kommenden Strecke, so dass bei jedem durchgehenden Zug ein Lokwechsel notwendig war. Deshalb sollte nach diesem Vorschlag die Streckenführung so geändert werden, dass Pålsboda als Durchgangsbahnhof nach Osten verlassen werden könne. Den geplanten Baukosten von 95.000 Kronen stand eine jährliche gerechnete Einsparung von 6.000 Kronen entgegen. Der Vorstand der Gesellschaft war an dieser Variante sehr interessiert. Durch die wirtschaftliche Situation um das Jahr 1930 wurde eine Ausführung jedoch auf einen unbestimmten Zeitpunkt verschoben. Als der Personenverkehr später von Triebwagen übernommen wurde, hatte der Umbau keine Bedeutung mehr.
Die größten Güterverkehrskunden waren die Industriebetriebe in Finspång sowie weitere in Skärblacka und Ljusfors, die der Fiskeby Fabriks A/B gehörten. Diese Unternehmen suchten nach preiswerten Möglichkeiten, ihre Rohstoffe und ihr Fertigprodukt Zellstoff zu transportieren. Sie verhandelten mit der Gesellschaft über niedrigere Frachtpreise. Die Fiskeby-Gesellschaft war der Auffassung, dass es vorteilhaft wäre, eine Normalspurverbindung zu errichten und ließ Berechnungen für die Kosten einer normalspurigen Industriebahn von Okna zum Bahnhof Skärblacka an der Strecke Norrköping–Linköping durchführen. Die NÖJ favorisierte jedoch gleichzeitig den Bau eines Dreischienengleises zwischen Kimstad und Skärbläcka. Keines dieser Vorhaben wurde zu diesem Zeitpunkt ausgeführt.
1929 beschaffte die Gesellschaft acht Rollwagen, um Normalspurwagen über die Schmalspurstrecke befördern zu können. Diese ermöglichten nun eine einfachere Möglichkeit, da die vor allem in Finspång hergestellten Maschinen gleich zum Versand in Normalspurwagen eingeladen werden konnten.
1931 wurde auch eine vorgeschlagene Erweiterung der NÖJ nach Norden von Örebro über Kortfors über die Nora–Karlskoga Järnväg nach Grythyttan an der Bergslagsbanan und zur Hällefors Järnväg diskutiert. Trotz des Interesses der Anlieger zeigte eine Wirtschaftlichkeitsberechnung ein negatives Ergebnis.

## Wirtschaftliche Entwicklung
Das wirtschaftliche Ergebnis der Eisenbahngesellschaft blieb in den 1920er Jahren weitgehend positiv. Ab 1930 erlebte es einen katastrophalen Niedergang. Der Hauptgrund war die Ende der 1920er Jahre rückläufige Wirtschaftslage. Dazu kam der zunehmend harten Wettbewerb mit den Kraftfahrzeugen. Die Anzahl der Automobile in Schweden stieg nach dem Ersten Weltkrieg von 61.820 in 1924 auf 145.258 in 1930, die der LKW von 15.246 in 1924 und 38.757 in 1930.
Von Seiten der Bahn gab es mehrere Anträge zur Regelung der Beziehungen zwischen Kraftfahrzeugen und Eisenbahn. Der König ließ 1927 eine Konferenz in Stockholm einberufen. Eingeladen dazu waren politische Vertreter des Landes, der Statens Järnvägar und der privaten Eisenbahngesellschaften. Zudem wurden die dänische, finnische und norwegische Regierung dazu eingeladen. Allerdings wurden die Schwierigkeiten der Eisenbahnen beim Treffen nicht ausreichend berücksichtigt. Seitens der Behörden wurden keine den allgemeinen Wettbewerb behindernde Einschränkungen beschlossen. So mussten sich die Eisenbahngesellschaften an die Situation anpassen. Man begann zunehmend Busstrecken einzurichten, um im Wettbewerb mit bestehenden privaten Unternehmen zu konkurrieren. Auch die NÖJ überlegte Maßnahmen, um das Unternehmen für den Wettbewerb gegen das Auto zu stärken. So beschloss der Vorstand, den Preis für die Hin- und Rückreise-Fahrkarten zu senken und an die Preise der Staatsbahnen anzupassen, was eine Ermäßigung von 25 bis 33 % bedeutete.
Zur weiteren Einsparung wurde schon lange vorher über Zusammenführung von Schmalspurbahnen in Östergötland und Norra Småland gesprochen. Eine Untersuchung dieser Angelegenheit fand bereits 1910 unter dem Vorsitz von Gouverneur Swedelius statt. Diese Studie umfasste die Strecken Fågelsta–Vadstena–Ödeshög, Linköping–Fågelsta, Linköping–Ringstorp, Norsholm–Bersbo, Västervik–Åtvidaberg–Bersbo, Hultsfred–Västervik, Norrköping–Finspong–Pålsboda–Örebro, Norrköping–Söderköping–Valdemarsvik und Norrköping–Arkösund.
Aber erst 1930 bildete die NÖJ zusammen mit der Mellersta Östergötlands Järnvägar (MÖJ) die Trafikförvaltningen Östergötlands smalspåriga järnvägar (TÖJ). Der Sitz der Gesellschaft war in Norrköping, als Hauptwerkstatt für die Fahrzeuge wurde Finspång bestimmt.

## Straßenverkehr
Ab 1926 setzte die Gesellschaft Lastkraftwagen bzw. Busse für den Personen- und Güterverkehr auf den Strecken Resta–Hidingsta, Ökna–Hidingsta und Sköllersta–Ekenäs ein. Im selben Jahr folgte noch die Strecke Ljusfors–Boberg, die im folgenden Jahr nach Tolskepp verlängert wurde. 1929 wurde eine Busverbindung Örebro–Hidingsta, hauptsächlich für Industriearbeiter in Örebro, eingerichtet.
1934 wurde die Buslinie Regna–Grytgöl–Hällestad–Finspång hinzugekauft. Der Verkehr auf der Strecke Regna–Grytgöl war jedoch so gering, dass er eingestellt wurde. 1937 wurde der Busverkehr mit der Strecke Grytgöl–Ljusfallshammar–Skönnarbo erweitert und 1939 weiter verlängert. Von Skönnarbo führte die Strecke dann über Ljusfallshammar, Grytgöl, Hällestad, Tallberga, Borggård, Skräddartorp und Tallberga nach Finspång.

## Fahrzeuge
1940 hatte die NÖJ 17 Dampflokomotiven in Betrieb. Dies war die größte Anzahl während Bestehens der Gesellschaft. Die größten davon hatten ein Eigengewicht von 71 Tonnen und waren so lang, dass einige Drehscheiben nicht mehr ausreichten. Diese Lokomotiven wurden von Pålsboda aus rückwärts eingesetzt.
Von 1874 bis 1964 waren 24 verschiedenen Dampflokomotiven eingesetzt. Die erste davon war die Finspong (Nohab/1873) und die letzte mit eigener Nummer die NÖJ 22 (Motala/1946). Dazu kamen 1937 noch zwei Lokomotiven der Nordmark-Klarälven-Järnväg, die aber bereits 1945 wieder verkauft wurden. 1919 wurden zwei Lokomotiven an die Kohlengruben auf Spitzbergen verkauft. NÖJ 18 wurde 1963 an das Östergötlands Järnvägsmuseum in Linköping abgegeben.
Vor 1940 war der größte Teil des Personenverkehrs auf Schienenbusse übergegangen. Die Dampflokomotiven wurden nur noch an Tagen mit viel Personenverkehr benutzt. Die Triebwagen waren mit einer Geschwindigkeit von 75 km/h unterwegs. So lag die Reisezeit auf der Strecke Pålsboda–Finspång 1950 bei einer Stunde und 15 Minuten.
Das Verkehrsaufkommen betrug 1943 645.973 Personen und 325.795 Tonnen Fracht gegenüber 1924 293.228 Personen und 252.874 Tonnen Fracht.

## Verstaatlichung
Im Rahmen der allgemeinen Eisenbahnverstaatlichung ging mit Wirkung vom 1. Juli 1950 die Trafikförvaltningen Östergötlands smalspåriga järnvägar mit 401 km in den Besitz der Statens Järnvägar über, die die Betriebsführung übernahmen.
Der Ankauf der TÖJ war bereits Mitte der 1940er Jahre geplant worden, verzögerte sich aber durch den Zweiten Weltkrieg. Da für keine der Strecken wegen finanzieller Schwierigkeiten Probleme bestanden, verzögerte sich die Abwicklung um einige Jahre. Nach dem Krieg dauerte nicht lange, bis der Wettbewerb durch den Straßenverkehr zunahm. Um die Jahreswende 1949/50 wurden Verhandlungen über den Verkauf an den Staat aufgenommen. Nach dem unterzeichnete Vorvertrag über den Verkauf der Schmalspurbahnen in Östergötland war der Übergang an den Staat auf den 2. März 1950 festgelegt. In der TÖJ waren drei Gesellschaften zusammengeschlossen: NOJ: 132,3 km, MÖJ: 167,6 km und VB: 101,1 km. Diese bildeten den nördlichen Teil des östlichen Schmalspurnetzes. MÖJ und VB hatten relativ wenig Verkehr. Der Übergang erfolgte erst am 1. Juli 1950, weil das Abkommen durch das Parlament und die Eisenbahngesellschaften an zwei aufeinanderfolgenden Sitzungen beschlossen wurde. Der Verwaltungssitz war Norrköping Ö, die größten Station im Bereich der TÖJ.
Für Norra Östergötlands Järnvägar (NÖJ) und Mellersta Östergötlands Järnvägar (MÖJ) zahlte der Staat 1.319.400 Kronen einschließlich 26.000 Kronen Liquidationskosten. Die Stadt Norrköping erhielt für ihre Vorzugsaktien war 945.000 Kronen. Dies war die gleiche Summe wie die Stadt ursprünglich einmal bezahlt hatte, zuzüglich fünf Prozent Dividende. Für Norra Östergötlands-Stammaktien, die den Nennweiten von 50 Kronen hatten, erhielten die Aktionäre 55 Kronen pro Aktie. Für die Vikbolandsbanan (VB) bezahlte der Staat 1.928.400 Kronen und Liquidationskosten von 21.000 Kronen, was 74 Kronen pro Aktie bedeutete. Für die restlichen 941 Aktien von Norra Tjusts trafik AB, die von der Stadt Norrköping und verschiedenen Gemeinden in Östergötland gehalten wurden, bezahlt der Staat 380 Kronen pro Aktie.
Sofort nach der Übernahme begannen die SJ mit Rationalisierungsmaßnahmen. Im Güterverkehr wurden Dampflokomotiven bis 1964 verwendet, der Verkehr wurde aber nach Möglichkeit mit Diesellokomotiven durchgeführt.

## Umbauten und Stilllegung
| Streckennummer: | 64                   |                                            |                                            |
| Streckenlänge: | 22,4 km              |                                            |                                            |
| Spurweite: | 1435 mm (Normalspur) |                                            |                                            |
| Streckengeschwindigkeit: | 40 km/h              |                                            |                                            |
| |                      |                                            |                                            |
| \| \| \| Södra stambanan von Linköping C \| \| \| \| 0,000 \| Kimstad \| 37 m ö.h. \| \| \| \| Södra stambanan nach Norrköping C \| \| \| \| 5,600 \| Skärblacka \| 34 m ö.h. \| \| \| 6,037 \| Skärblacka \| Skärblacka \| \| \| \| Bahnstrecke Finspång–Norsholm (Schmalspur) \| \| \| \| 22,440 \| Finspång \| 23 m ö.h. \| \| \| \| Bahnstrecke Finspång–Lotorp (Schmalspur) \| \| |                      |                                            |                                            |
| Strecke |                      | Södra stambanan von Linköping C            | Södra stambanan von Linköping C            |
| Bahnhof | 0,000                | Kimstad                                    | 37 m ö.h.                                  |
| Abzweig geradeaus und nach rechts |                      | Södra stambanan nach Norrköping C          | Södra stambanan nach Norrköping C          |
| ehemaliger Bahnhof | 5,600                | Skärblacka                                 | 34 m ö.h.                                  |
| Blockstelle | 6,037                | Skärblacka                                 | Skärblacka                                 |
| Abzweig geradeaus und ehemals von rechts |                      | Bahnstrecke Finspång–Norsholm (Schmalspur) | Bahnstrecke Finspång–Norsholm (Schmalspur) |
| Betriebs-/Güterbahnhof Strecke ab hier außer Betrieb | 22,440               | Finspång                                   | 23 m ö.h.                                  |
| Strecke (außer Betrieb) |                      | Bahnstrecke Finspång–Lotorp (Schmalspur)   | Bahnstrecke Finspång–Lotorp (Schmalspur)   |

Wegen des großen Güteraufkommens wurde, wie bereits 1925 vorgeschlagen, die Strecke Kimstad–Skärblacka mit einer dritten Schiene auf Normalspur ergänzt, der Verkehr auf dem Dreischienengleis mit Normalspurwagen begann 1960. Als letzte Baumaßnahme wurde 1962 der Umbau der Strecke zwischen Skärblacka und Finspång auf Normalspur durchgeführt. Mit der Betriebsaufnahme auf dieser Normalspurstrecke am 22. Juli 1962 endete gleichzeitig der Schmalspurbetrieb zwischen Kimstad und Finspång.
Der letzte Schienenbus zwischen Örebro und Finspång verkehrte am Samstag, 26. Mai 1962. Bevor am nächsten Tag, dem 27. Mai 1962 der gesamte Verkehr auf der Strecke Örebro Södra–Hjortkvarn eingestellt wurde, fuhr mit 288 Fahrgästen noch einmal ein Personenzug mit einer Dampflok, der N4p 3159, die früher als NÖJ 17 (Motala/1920) auf der Strecke eingesetzt war. Damit endete der Personenverkehr zwischen Hjortkvarn und Finspång, die Strecke Örebro Södra–Hjortkvarn wurde noch im gleichen Jahr abgebaut.
Am 1. September 1962 folgte die Einstellung des Personenverkehrs zwischen Norrköping Östra und Kimstad. Ab dem 1. Juni 1963 wurde auch kein regelmäßiger Güterverkehr auf der Strecke mehr betrieben, hier fuhren nur noch gelegentlich Züge kurz nach der offiziellen Schließung. Im zweiten Halbjahr 1963 wurde die Strecke abgebaut.
Am 31. Mai 1964 endete der Gesamtverkehr zwischen Kimstad und Norsholm, die Strecke wurde im gleichen Jahr noch abgebaut. Am 1. Januar 1970 endete der Personenverkehr auf dem Normalspurabschnitt zwischen Finspång und Kimstad.
Ab 1967 fuhr zwischen Finspång und Hjortkvarn nur noch ein Güterzug pro Tag. Für diese Züge reichten die Lokomotiven des Typs Z4p. Der Verkehr nahm weiter ab, später wurden nur noch zwei Züge und am Ende nur noch ein Zug pro Woche gefahren. Die Strecke war in schlechtem Zustand und die Höchstgeschwindigkeit wurde auf 15 km/h festgelegt. Der Güterverkehr auf der letzten Schmalspurstrecke der SJ zwischen Hjortkvarn und Finspång endete offiziell am 1. Juli 1988, inoffiziell wurde der Verkehr bereits am 1. September 1987 eingestellt. Die Gleise wurden in den Jahren 1988 bis 1991 in mehreren Etappen abgebaut. Zwischen Finspång und Borggård wurde auf dem ehemaligen Bahndamm ein Radwanderweg errichtet, der 1991 seiner Bestimmung übergeben wurde.
Vom ehemaligen 132,3 Kilometer langen 891 mm-Schmalspurbahn-Streckennetz der NÖJ verblieb nur noch die 23 Kilometer lange heutige Normalspurstrecke zwischen Kimstad und Finspång, auf der nur Güterverkehr stattfindet.

## Elektrifizierung
Trafikverket plante die Elektrifizierung des Streckenabschnittes Kimstad–Skärblacka, die Vorbereitungen begannen 2020. Das Planfeststellungsverfahren wurde im September 2021 abgeschlossen. Die Bauarbeiten begannen im Herbst 2022 und wurden im Frühjahr 2023 abgeschlossen. Dadurch können die Züge von und zur Papierfabrik in Skärblacka durchgehend mit Elektrolokomotiven gefahren werden. Sie verkehren als Sperrfahrt. Die Kosten für die sechs Kilometer lange Strecke betrugen 55 Mio. SEK.